# Blincourt
Blincourt és un municipi francès, situat al departament de l'Oise i a la regió dels Alts de França. L'any 2007 tenia 105 habitants.

## Demografia

### Població
El 2007 la població de fet de Blincourt era de 105 persones. Hi havia 41 famílies de les quals 11 eren unipersonals (7 homes vivint sols i 4 dones vivint soles), 15 parelles sense fills i 15 parelles amb fills.
La població ha evolucionat segons el següent gràfic:
Habitants censats

### Habitatges
El 2007 hi havia 49 habitatges, 44 eren l'habitatge principal de la família, 2 eren segones residències i 2 estaven desocupats. 32 eren cases i 17 eren apartaments. Dels 44 habitatges principals, 12 estaven ocupats pels seus propietaris, 28 estaven llogats i ocupats pels llogaters i 4 estaven cedits a títol gratuït; 4 tenien dues cambres, 16 en tenien tres, 8 en tenien quatre i 16 en tenien cinc o més. 38 habitatges disposaven pel capbaix d'una plaça de pàrquing. A 19 habitatges hi havia un automòbil i a 22 n'hi havia dos o més.

### Piràmide de població
La piràmide de població per edats i sexe el 2009 era:
| Homes | Edats   | Dones |
| ----- | ------- | ----- |
| 0     | 95 o +  | 0     |
| 0     | 90 a 94 | 0     |
| 0     | 85 a 89 | 0     |
| 0     | 80 a 84 | 0     |
| 0     | 75 a 79 | 0     |
| 4     | 70 a 74 | 0     |
| 0     | 65 a 69 | 4     |
| 4     | 60 a 64 | 0     |
| 0     | 55 a 59 | 4     |
| 0     | 50 a 54 | 0     |
| 12    | 45 a 49 | 4     |
| 4     | 40 a 44 | 8     |
| 4     | 35 a 39 | 0     |
| 4     | 30 a 34 | 0     |
| 4     | 25 a 29 | 4     |
| 4     | 20 a 24 | 8     |
| 12    | 15 a 19 | 0     |
| 0     | 10 a 14 | 4     |
| 4     | 5 a 9   | 0     |
| 4     | 0 a 4   | 0     |

## Economia
El 2007 la població en edat de treballar era de 80 persones, 64 eren actives i 16 eren inactives. De les 64 persones actives 55 estaven ocupades (33 homes i 22 dones) i 10 estaven aturades (5 homes i 5 dones). De les 16 persones inactives 4 estaven jubilades, 5 estaven estudiant i 7 estaven classificades com a «altres inactius».
Activitats econòmiques
Dels 6 establiments que hi havia el 2007, 1 era d'una empresa de fabricació d'altres productes industrials, 1 d'una empresa de comerç i reparació d'automòbils, 1 d'una empresa d'hostatgeria i restauració, 2 d'empreses immobiliàries i 1 d'una entitat de l'administració pública.
L'únic servei als particulars que hi havia el 2009 era un restaurant.

## Poblacions més properes
El següent diagrama mostra les poblacions més properes.